# 三条西公時
三条西 公時（さんじょうにし きんとき）は、南北朝時代の公卿。内大臣・正親町三条実継の子。母は権大納言・三条公明の娘。内大臣に至った兄公豊とは同母兄弟である。官位は従二位・権大納言。
子・実清は応永13年（1406年）2月16日に死去してしまったため、兄・公豊の子で当時6歳であった公保に三条西家を継がせることになる。

## 三条西家の始祖
祖父公秀が崇光院と後光厳院の外祖父となったため内大臣に昇り、父実継も内大臣に、叔父実音は准大臣に、と一族は大臣家の家格を固めつつあった。そうした一家の興隆を背景に、公時は分家を立てることができた。そして、後に和歌等で名をなす三条西家の始祖となったのである。

## 経歴
以下、『公卿補任』と『尊卑分脈』の内容に従って記述する。
- 応安3年（1370年）8月14日、参議に任ぜられる[2]。元蔵人頭右中将。同日、右中将は元の如し。
- 応安4年（1371年）4月14日、従三位に叙される。
- 応安6年（1373年）12月26日、正三位に昇叙。
- 応安7年（1374年）12月13日、権中納言に任ぜられる。
- 永和元年（1375年）3月29日、侍従を兼ねる。
- 永徳元年（1381年）1月6日、従二位に昇叙。
- 永徳3年（1383年）3月3日、権大納言に任ぜられるが、同月11日に薨去。

## 系譜
- 父：正親町三条実継（1313-1388）
- 母：三条公明の娘
- 妻：不詳
  - 男子：三条西実清（1372-1406）